# Eli Fischer-Jørgensen
Eli Fischer-Jørgensen (* 12. Februar 1911 in Nakskov, Lolland; † 27. Februar 2010 in Virum, Dänemark) war eine dänische Sprachwissenschaftlerin.

## Biografie

### Studium und berufliche Laufbahn
Eli Fischer-Jørgensen war Tochter eines Sparkassendirektors. Im Alter von acht Jahren verzog ihre Familie nach Fåborg im Süden von Fünen, wo sie ihre Schulausbildung beendete. Im Anschluss studierte sie zwischen 1929 und 1936 Deutsche Sprache und Französische Sprache an der Universität Kopenhagen, wo sie die letzten drei Jahre von 1933 bis 1936 im neugegründeten Frauenwohnheim (Kvinderegensen) lebte, und war die treibende Kraft des Kopenhagener Linguistenkreises (Lingvistkredsen), seitdem sie diesem 1933 beitrat. 
1935 legte sie ihre Dissertation über Satzdefinitionen vor und erhielt dafür die Goldmedaille der Universität. In der Folgezeit entwickelte sich ihr Interesse für abstrakte Diskussionen zur Phonetik und widmete in den folgenden Jahren diesem Teil der Lautlehre ihren Tätigkeitsschwerpunkt. Zum Ende der deutschen Besetzung Dänemarks während des Zweiten Weltkriegs war sie aktives Mitglied der Widerstandsbewegung und auch führendes Mitglied des Freiheitsrates (Frihedsrådet), der ein Archiv über die Besetzung für spätere Klageverfahren einrichtete.
Aufgrund der im Frauenwohnheim begründeten, zum Teil lebenslangen Freundschaften war sie noch viele Jahre Mitglied des dortigen Beirats und von 1957 bis 1974 dessen Vorsitzende.
1966 wurde sie erste Professorin für Phonetik in Dänemark und begründete später das Institut für Phonetik, dem sie eine starke Stellung in der internationalen Forschung zur Phonetik gab. Dabei gelang ihr auch die Bekanntmachung der dänischen Sprache. Auf dem Höhepunkt ihrer akademischen Tätigkeit wurde sie 1979 Präsidentin des Internationalen Kongresses für Phonetik, deren Generalsekretärin sie ebenfalls einige Zeit war.

### Veröffentlichungen und Auszeichnungen
Daneben war sie nicht nur eine führende Figur im Kreis der dänischen Strukturalisten, sondern Autorin zahlreicher Fachaufsätze zur Sprachtheorie und Phonetik, in denen sie auch Erklärungen und Kritiken zur Theorie von Louis Hjelmslev darstellte.
Im Jahr 1959 Verleihung des Wissenschafts- und Kulturpreises Tagea Brandts Rejselegat.
Ihr 1975 veröffentlichtes Hauptwerk "Trends in phonological theory. A historical Introduction" erschien zuletzt als Nachdruck 1995 und gilt als Standardwerk zur Sprache und Sprachbeschreibung im Zeichen des Strukturalismus, auf das sich viele neuere Darstellungen berufen. Daneben gab sie 1979 einen Sammelband mit dem Titel "25 years' phonological comments" heraus sowie im Jahr 2001 mit "Tryk i aeldre dansk, Sammensaetninger og afledninger" ein Fachbuch über die altdänische Sprache. Zuletzt verfasste sie 2005 zusammen mit Jens Ege das Buch "Interneringskartoteket: Om Carsten Høeg og hans gruppe under besættelsen" über die Arbeit des Friedensrates unter dem Vorsitz von Carsten Høeg während der Besatzungszeit.
Für ihre Verdienste um die Linguistik und Phonetik erhielt sie Ehrendoktortitel der Universitäten Kopenhagen, Lund, Aarhus sowie Bayreuth. 1968 wurde sie darüber hinaus erstes weibliches Mitglied der Königlich Dänischen Akademie der Wissenschaften. 1995 wurde sie zum korrespondierenden Mitglied der British Academy gewählt. Neben weiteren Auszeichnungen wurden ihr drei Festschriften gewidmet.